# Anax panybeus
Anax panybeus е вид водно конче от семейство Aeshnidae. Видът е незастрашен от изчезване.

## Разпространение
Разпространен е в Бруней, Източен Тимор, Индонезия, Камбоджа, Лаос, Малайзия, Мианмар, Сингапур, Тайланд, Филипини и Япония.

## Описание
Популацията на вида е стабилна.